# Geva Binjamin
Geva Binjamin (hebrejsky גֶּבַע בִּנְיָמִין, doslova „Binjaminův vrch“, v oficiálním přepisu do angličtiny Geva Binyamin, alternativně nazýváno též Adam hebrejsky: אדם) je izraelská osada a vesnice typu společná osada (jišuv kehilati) na Západním břehu Jordánu v distriktu Judea a Samaří, v Oblastní radě Mate Binjamin.

## Geografie
Nachází se v nadmořské výšce 655 metrů na jižním okraji Samařska. Geva Binjamin leží v severovýchodní části aglomerace Jeruzalému, cca 9 kilometrů severovýchodně od jeho historického jádra a cca 55 kilometrů jihovýchodně od centra Tel Avivu.
Na dopravní síť aglomerace Jeruzalému je napojena pomocí lokální silnice číslo 437, která směřuje k jihu, do centra izraelské metropole. Je součástí prstence izraelských satelitních čtvrtí na východním okraji Jeruzalému. Tento pás je ovšem prostoupen četnými palestinskými sídly, na jihu je to město Hizma, na severu Michmas a na severozápadě Jaba'. Územní souvislost s ostatními izraelskými obcemi má Geva Binjamin pouze na východní a jihovýchodní straně, kde leží na okraji Judské pouště další izraelské osady v bloku okolo města Ma'ale Adumim. Tímto směrem ale kvůli členitému terénu nevede žádné přímé dopravní spojení.

## Dějiny
Vesnice byla založena roku 1984. Vznikla v 80. letech 20. století z iniciativy skupiny jeruzalémských rodin, které se rozhodly pro založení nové osady, jejíž pracovní název zněl Adam, podle izraelského generála Jekutiela Adama, který byl roku 1982 zabit během první libanonské války. Toto jméno bylo sice oficiálně nahrazeno názvem Geva Binjamin, ale místní usedlíci svou obec stále nazývají Adam. První obyvatelé se sem nastěhovali v roce 1984. Zástavba tehdy sestávala z dvaceti mobilních domů. O založení nové osady rozhodla 10. dubna 1984 izraelská vláda. V první fázi se předpokládalo zbudování 30 bytových jednotek.
V obci fungují předškolní zařízení, základní školství je zajišťováno v Jeruzalému. Obec je rovněž zapojena do systému veřejné autobusové dopravy v aglomeraci Jeruzalému.
Počátkem 21. století nebyla Geva Binjamin zahrnuta do Izraelské bezpečnostní bariéry, která vyrostla jihozápadně odtud a začlenila do svých hranic nedalekou jeruzalémskou čtvrť Neve Ja'akov, ale Geva Binjamin se ocitla vně této bariéry. Území v blízkosti Geva Binjamin a zejména silnice číslo 437 je totiž potenciální spojnicí mezi severní a jižní částí Západního břehu Jordánu, které může mít strategický význam v případě vzniku nezávislého palestinského státu na části tohoto území.
V říjnu 2004 vyrostla východně od vlastní osady izolovaná skupina domů nazvaná Bnej Adam. Podle vládní zprávy o stavu výstavby v osadách na Západním břehu Jordánu sestávala Bnej Adam z několika příbytků z plechu a dřeva, ze tří karavanů (z toho jednoho obytného), generátoru na elektřinu, mobilní nádrže na vodu a mobilních toalet. Trvale zde přebývalo cca deset mladých lidí. Zpráva organizace Šalom achšav z roku 2007 zde uvádí 17 stálých obyvatel.
V březnu 2009 informovala izraelská média, že vláda hodlá výrazně rozšířit některé osady na Západním břehu Jordánu včetně Geva Binjamin, kde prý existují plány na zřízení 1880 nových bytových jednotek. Vládní představitelé tuto informaci popřeli a uvedli, že nešlo o plány na skutečnou výstavbu ale jen orientační výpočet maximální možné kapacity osídlení v hranicích stávajících osad.

## Demografie
Obyvatelstvo Geva Binjamin je v databázi rady Ješa popisováno jako smíšené, tedy obsahující sekulární i nábožensky založené rodiny. I když jde formálně o sídlo vesnického typu, tedy bez statutu místní rady ani města, ve skutečnosti má obec charakter předměstské rezidenční čtvrti s několikatisícovou, rychle rostoucí populací. K 31. prosinci 2017 zde žilo 5409 lidí. Během roku 2017 populace stoupla o 2,5 %.
| Rok            | 1992 | 1993 | 1994 | 1995 | 1996 | 1997 | 1998 | 1999 | 2000  |
| -------------- | ---- | ---- | ---- | ---- | ---- | ---- | ---- | ---- | ----- |
| Počet obyvatel | 273  | 330  | 361  | 404  | 526  | 562  | 627  | 707  | 1 020 |

| Rok            | 2001  | 2002  | 2003  | 2004  | 2005  | 2006  | 2007  | 2008  | 2009  | 2010  | 2011  | 2012  | 2013  | 2014  | 2015  | 2016  | 2017  |
| -------------- | ----- | ----- | ----- | ----- | ----- | ----- | ----- | ----- | ----- | ----- | ----- | ----- | ----- | ----- | ----- | ----- | ----- |
| Počet obyvatel | 1 300 | 1 570 | 1 801 | 2 032 | 2 436 | 3 183 | 3 574 | 3 731 | 4 157 | 4 370 | 4 487 | 4 674 | 4 860 | 5 065 | 5 232 | 5 278 | 5 409 |